# 16a etapa del Tour de França de 2010
La 16a etapa del Tour de França de 2010 es disputà el dimarts 20 de juliol de 2010 sobre un recorregut de 199,5 km entre Banhèras de Luishon i Pau. La victòria fou pel francès Pierrick Fédrigo (BBox Bouygues Telecom), que guanyà a l'esprint d'arribada a la resta de ciclistes que protagonitzaren l'escapada, com ara el set vegades guanyador del Tour Lance Armstrong.
Alberto Contador repetí amb el mallot groc, ja que els principals aspirants al títol arribaren tot junts en el grup principal.

## Perfil de l'etapa
Etapa d'alta muntanya pirinenca, amb quatre ports de primeríssim nivell. Només de sortida els ciclistes ja han de superar el coll de Peyresourde (1a categoria, km 11), per tot seguit, sense treva, enllaçar el coll d'Aspin (1a categoria, km 42,5) i el coll del Tourmalet (fora de categoria, km 72). Un llarg descens duu els ciclistes fins a la darrera de les dificultats de la jornada, el coll d'Aubisque (fora de categoria, km 138). Tot seguit 20 km de descens i 40 plans fins a l'arribada a Pau.

## Desenvolupament de l'etapa
Sols començar l'etapa Eros Capecchi (Footon-Servetto) atacà i juntament amb ell es formà un grup de 16 ciclistes, amb homes importants com Lance Armstrong i Chris Horner (Team RadioShack), Roman Kreuziger i Sylvester Szmyd (Liquigas-Doimo, Bradley Wiggins (Team Sky), Ryder Hesjedal (Garmin-Transitions) o Nicolas Roche (AG2R La Mondiale). En l'ascensió s'afegiren altres homes, entre els quals destacaven Aleksandr Vinokúrov (Astana Qazaqstan Team) i Carlos Sastre (Cervélo TestTeam). Al cim del Peyresourde els escapats disposaven de 55", però la presència d'homes com Vinokúrov, Sastre o Kreuziger fa que el gran grup no els deixés gaire marge.
Durant l'ascens al coll d'Aspin el grup d'escapats va perdre unitats, de la mateixa manera com passà al grup dels favorits, on homes com Samuel Sánchez (Euskaltel–Euskadi), Robert Gesink (Rabobank ProTeam) o Joaquim Rodríguez (Team Katusha) perderen contacte pel fort ritme imposat per l'Astana Qazaqstan Team. Al cim Anthony Charteau (BBox Bouygues Telecom) i la resta d'escapats disposaven sols de 30" sobre el gran grup. En el descens Sandy Casar (FDJ) trencà el grup i Damiano Cunego (Lampre-Farnese Vini) arribà pel darrere. A poc a poc anà creixent la diferència.
L'ascens al Tourmalet no canvià res, quedant al capdavant 10 homes: Moreau, Plaza, Armstrong, Horner, Casar, Barredo, Van de Walle, Fédrigo, Cunego i Konovalovas. Al cim disposaven de 3' 45". Durant l'ascens a l'Aubisque la diferència pujà fins al 8'. Lance Armstrong atacà, sent seguit per Cunego, Fédrigo, Barredo i Plaza. Més tard va ser Barredo el que atacà sense sort. Tot i que els escapats perderen algunes unitats, quasi tots aconseguiren tornar a enllaçar-se durant l'ascens. Barredo atacà de nou, ara a 44 km de Pau, aconseguint marxar en solitari fins al darrer quilòmetre, en què va ser atrapat pels 8 companys d'escapada. Finalment a l'esprint la victòria va ser per a Pierrick Fédrigo.
Pel darrere, el gran grup es prengué l'etapa amb tranquil·litat, una cop reincorporats els ciclistes importants per a la general, i deixaren fer. A l'arribada Thor Hushovd encapçalà el gran grup i recuperà el lideratge de la classificació per punts.

## Esprints intermedis
| 1r | Carlos Barredo (ESP)   | 6 pts |
| 2n | Cristophe Moreau (FRA) | 4 pts |
| 3r | Lance Armstrong (USA)  | 2 pts |

| 1r | Carlos Barredo (ESP)      | 6 pts |
| 2n | Cristophe Moreau (FRA)    | 4 pts |
| 3r | Jurgen van de Walle (BEL) | 2 pts |

## Ports de muntanya
| 1r | Sylvester Szmyd (POL)  | 15 pts |
| 2n | Anthony Charteau (FRA) | 13 pts |
| 3r | Roman Kreuziger (CZE)  | 11 pts |
| 4t | Matthew Lloyd (AUS)    | 9 pts  |
| 5è | Eros Capecchi (ITA)    | 8 pts  |
| 6è | Ryder Hesjedal (CAN)   | 7 pts  |
| 7è | Bradley Wiggins (GBR)  | 6 pts  |
| 8è | Lance Armstrong (USA)  | 5 pts  |

| 1r | Anthony Charteau (FRA)           | 15 pts |
| 2n | Sandy Casar (FRA)                | 13 pts |
| 3r | Roman Kreuziger (CZE)            | 11 pts |
| 4t | Ryder Hesjedal (CAN)             | 9 pts  |
| 5è | Carlos Sastre (ESP)              | 8 pts  |
| 6è | Rui Alberto Faria da Costa (POR) | 7 pts  |
| 7è | Eros Capecchi (ITA)              | 6 pts  |
| 8è | Lance Armstrong (USA)            | 5 pts  |

| 1r  | Christophe Moreau (FRA)   | 20 pts |
| 2n  | Pierrick Fédrigo (FRA)    | 18 pts |
| 3r  | Damiano Cunego (ITA)      | 16 pts |
| 4t  | Lance Armstrong (USA)     | 14 pts |
| 5è  | Sandy Casar (FRA)         | 12 pts |
| 6è  | Carlos Barredo (ESP)      | 10 pts |
| 7è  | Rubén Plaza (ESP)         | 8 pts  |
| 8è  | Christopher Horner (USA)  | 7 pts  |
| 9è  | Jurgen van de Walle (BEL) | 6 pts  |
| 10è | Ignatas Konovalovas (LTU) | 5 pts  |

| 1r  | Christophe Moreau (FRA)   | 40 pts |
| 2n  | Pierrick Fédrigo (FRA)    | 36 pts |
| 3r  | Christopher Horner (USA)  | 32 pts |
| 4t  | Rubén Plaza (ESP)         | 28 pts |
| 5è  | Lance Armstrong (USA)     | 24 pts |
| 6è  | Damiano Cunego (ITA)      | 20 pts |
| 7è  | Carlos Barredo (ESP)      | 16 pts |
| 8è  | Jurgen van de Walle (BEL) | 14 pts |
| 9è  | Sandy Casar (FRA)         | 12 pts |
| 10è | Ignatas Konovalovas (LTU) | 10 pts |

## Classificació de l'etapa
|    | Ciclista                  | Equip                 | Temps      |
| -- | ------------------------- | --------------------- | ---------- |
| 1  | Pierrick Fédrigo (FRA)    | Bbox Bouygues Telecom | 5h 31' 43" |
| 2  | Sandy Casar (FRA)         | FDJ                   | m. t.      |
| 3  | Rubén Plaza (ESP)         | Caisse d'Epargne      | m. t.      |
| 4  | Damiano Cunego (ITA)      | Lampre-Farnese Vini   | m. t.      |
| 5  | Christopher Horner (USA)  | Team RadioShack       | m. t.      |
| 6  | Lance Armstrong (USA)     | Team RadioShack       | m. t.      |
| 7  | Jurgen van de Walle (BEL) | Quick Step            | m. t.      |
| 8  | Christophe Moreau (FRA)   | Caisse d'Epargne      | m. t.      |
| 9  | Carlos Barredo (ESP)      | Quick Step            | + 28"      |
| 10 | Thor Hushovd (NOR)        | Cervélo TestTeam      | + 6' 45"   |

## Classificació general
|    | Ciclista                    | Equip                 | Temps       |
| -- | --------------------------- | --------------------- | ----------- |
| 1  | Alberto Contador (ESP)      | Astana Qazaqstan Team | 78h 29' 10" |
| 2  | Andy Schleck (LUX)          | Team Saxo Bank        | + 8"        |
| 3  | Samuel Sánchez (ESP)        | Euskaltel-Euskadi     | + 2' 00"    |
| 4  | Denís Ménxov (RUS)          | Rabobank ProTeam      | + 2' 13"    |
| 5  | Jurgen van den Broeck (BEL) | Omega Pharma-Lotto    | + 3' 39"    |
| 6  | Robert Gesink (NED)         | Rabobank ProTeam      | + 5' 01"    |
| 7  | Levi Leipheimer (USA)       | Team RadioShack       | + 5' 25"    |
| 8  | Joaquim Rodríguez (ESP)     | Team Katusha          | + 5' 45"    |
| 9  | Aleksandr Vinokúrov (KAZ)   | Astana Qazaqstan Team | + 7' 12"    |
| 10 | Ryder Hesjedal (CAN)        | Garmin-Transitions    | + 7' 51"    |

## Classificacions annexes
|    | Ciclista                  | Equip               | Total   |
| -- | ------------------------- | ------------------- | ------- |
| 1r | Alessandro Petacchi (ITA) | Lampre-Farnese Vini | 187 pts |
| 2n | Thor Hushovd (NOR)        | Cervélo TestTeam    | 185 pts |
| 3r | Mark Cavendish (GBR)      | Team HTC-Columbia   | 162 pts |

|    | Ciclista                | Equip                 | Total   |
| -- | ----------------------- | --------------------- | ------- |
| 1r | Anthony Charteau (FRA)  | Bbox Bouygues Telecom | 143 pts |
| 2n | Christophe Moreau (FRA) | Quick Step            | 128 pts |
| 3r | Damiano Cunego (ITA)    | Lampre-Farnese Vini   | 99 pts  |

|    | Ciclista              | Equip            | Temps       | Temps |
| -- | --------------------- | ---------------- | ----------- | ----- |
| 1r | Andy Schleck (LUX)    | Team Saxo Bank   | 78h 29' 18" |       |
| 2n | Robert Gesink (NED)   | Rabobank ProTeam | + 4' 53"    |       |
| 3r | Roman Kreuziger (CZE) | Liquigas-Doimo   | + 7' 50"    |       |

|    | Equip                  | Temps         | Temps |
| -- | ---------------------- | ------------- | ----- |
| 1r | Team RadioShack (USA)  | 235h 24' 46 " |       |
| 2n | Caisse d'Epargne (ESP) | + 4' 27"      |       |
| 3r | Rabobank ProTeam (NED) | + 30' 53"     |       |

## Abandonaments
- Iban Mayoz (Footon-Servetto). No surt.
- Bram Tankink (Rabobank). No surt.